# Flying Fish Point
Flying Fish Point – miasto w Australii, w stanie Queensland, nad Oceanem Spokojnym.